# Materiał odniesienia
Materiał odniesienia – materiał lub substancja, których jedna lub więcej wartości ich właściwości są dostatecznie jednorodne i określone w stopniu umożliwiającym stosowanie do wzorcowania przyrządu pomiarowego, oceny metody pomiarowej lub przypisania wartości właściwościom innych materiałów.